# Broken by Desire to Be Heavenly Sent
Broken by Desire to Be Heavenly Sent är det andra studioalbumet av den skotska sångaren Lewis Capaldi. Albumet släpptes den 19 maj 2023 och föregicks av tre singlar: "Forget Me", "Pointless" och "Wish You the Best", samt marknadsföringssingeln "How I'm Feeling Now". I samband med albumets utgivande påbörjade Capaldi en världsturné och släppte en dokumentärfilm om sin karriär på Netflix, med titeln Lewis Capaldi: How I'm Feeling Now.

## Bakgrund
Albumets första singel "Forget Me" släpptes den 9 september 2022. Capaldi uttryckte via NME att han var väldigt lycklig över singelsläppet. Han sade att denna singel var mer "upbeat" än den musik han tidigare släppt, men att den textmässigt var väldigt klassisk för honom.
Capaldi utannonserade albumets namn, skivomslag, släppdatum och även planen på en världsturné via sociala medier den 18 oktober 2022.
Albumets andra singel "Pointless" släpptes den 9 december. Singeln skrevs ihop med Ed Sheeran.
Marknadsföringssingeln "How I'm Feeling Now" släpptes den 17 mars 2023, samma dag som en trailer för Capaldis dokumentärfilm Lewis Capaldi: How I'm Feeling Now släpptes på YouTube.
Albumets tredje singel "Wish You the Best" släpptes den 14 april.
Den 1 januari 2024 släppte Capaldi en förlängd version av albumet, efter att under en längre period ha tagit en paus.

## Turné

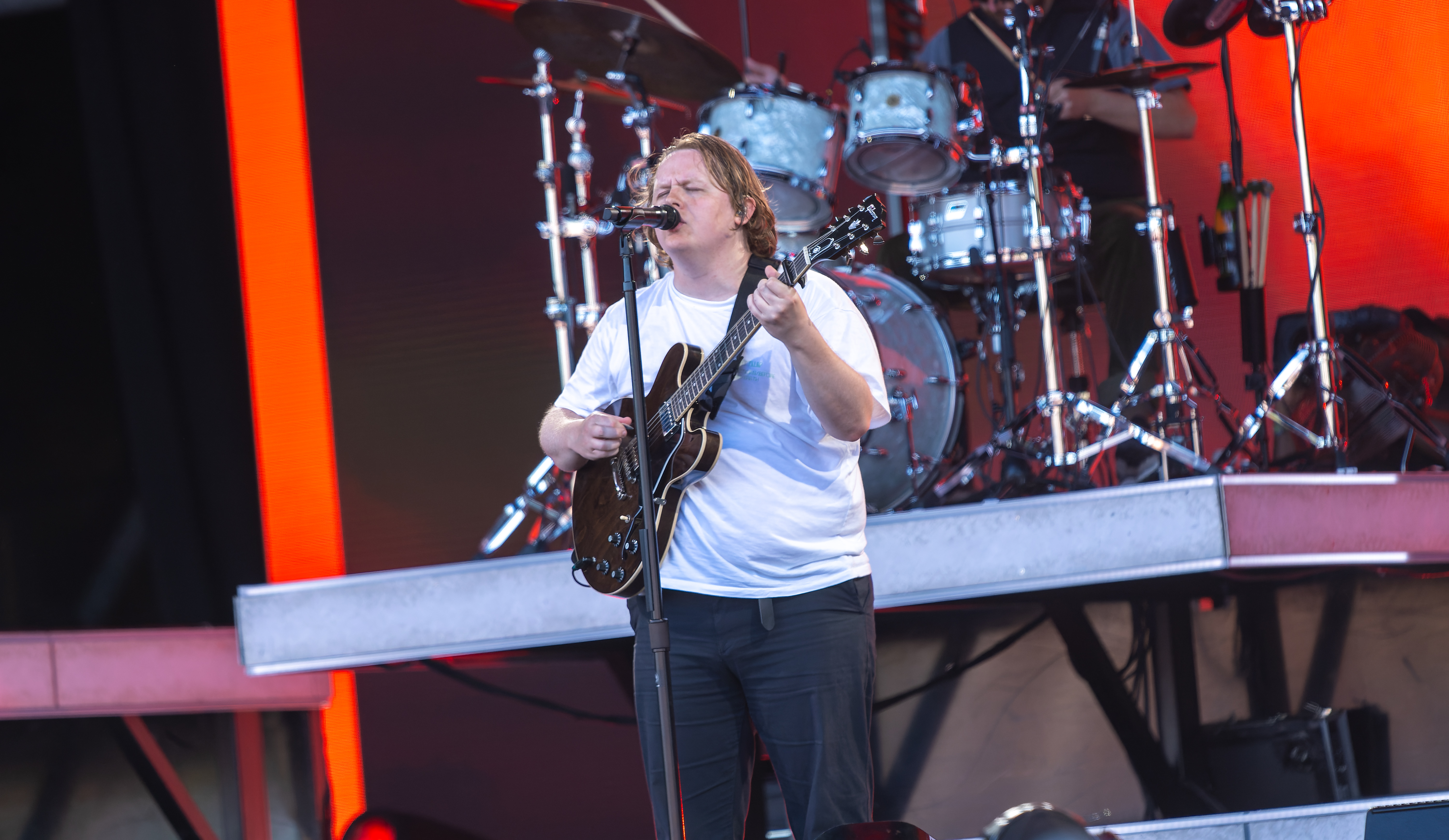
Capaldi under sitt uppträdande på Glastonburyfestivalen 2023

För att marknadsföra albumet utannonserade Capaldi en världsturné samtidigt som han utannonserade albumet.
Efter att på grund av sin mentala hälsa och Tourettes syndrom ha haft problem med att fullständigt genomföra flera spelningar meddelade Capaldi dock via sina sociala medier i juli 2023, dagen efter att han hade uppträtt på Glastonburyfestivalen, att han med omedelbar verkan skulle ställa in resten av turnén, och ta en paus på obestämd tid. Han bad om ursäkt och sade att det var det svåraste beslutet han hade behövt ta, men att "det var behövligt så att han kunde fortsätta med det han älskar under en lång tid".

## Låtlista[7][8][9]
| 1.           | Forget Me                             | 3:23  |
| 2.           | Wish You the Best                     | 3:30  |
| 3.           | Pointless                             | 3:51  |
| 4.           | Heavenly Kind of State of Mind        | 3:21  |
| 5.           | Haven't You Ever Been in Love Before? | 3:50  |
| 6.           | Love the Hell Out of You              | 3:25  |
| 7.           | Burning                               | 3:36  |
| 8.           | Any Kind of Life                      | 3:15  |
| 9.           | The Pretender                         | 3:40  |
| 10.          | Leave Me Slowly                       | 3:43  |
| 11.          | How This Ends                         | 3:46  |
| 12.          | How I'm Feeling Now                   | 3:46  |
| Total längd: | Total längd:                          | 43:10 |

| 13.          | How I'm Feeling Now (orkesterversion) | 3:45  |
| 14.          | Burning (orkesterversion)             | 3:34  |
| Total längd: | Total längd:                          | 50:29 |

| 13. | Strangers                            | 3:34 |
| 14. | A Cure For Minds Unwell              | 3:24 |
| 15. | Someone I Could Die For              | 3:26 |
| 16. | The Ancient Art Of Always Fucking Up | 4:03 |
| 17. | Old Navy Blue                        | 3:08 |